# Ironman 70.3
Ironman 70.3, также Half Ironman — одна из серии гонок по триатлону на длинные дистанции, организованных Всемирной корпорацией триатлона. «70,3» означает общую дистанцию в милях (113,0 км), пройденную в забеге, состоящую из заплыва на 1,2 мили (1,9 км), езды на велосипеде на 56 миль (90 км) и забега на 13,1 мили (21,1 км). Каждая дистанция сегментов плавания, езды на велосипеде и бега равна половине дистанции этого сегмента в триатлоне Ironman. Серия Ironman 70.3 ежегодно завершается соревнованиями чемпионата мира, на участие в которых участники квалифицируются в серии 70.3 за 12 месяцев до чемпионата. Помимо гонок на звание чемпиона мира, соревнования чемпионата Ironman 70.3 также проводятся для регионов Европы, Азиатско-Тихоокеанского региона и Латинской Америки.
Время, необходимое спортсмену для прохождения дистанции 70,3, варьируется от гонки к гонке и может зависеть от внешних факторов. Эти факторы включают рельеф местности и общую высоту, полученную и потерянную на трассе, погодные условия и условия трассы. Время финиша варьируется от менее четырёх часов у спортсменов элитного уровня до установленного завершения гонки, которое обычно составляет 8 часов 30 минут после времени старта.